# Salvisa (Kentucky)
Salvisa es un lugar designado por el censo ubicado en el condado de Mercer en el estado estadounidense de Kentucky.

## Geografía
Salvisa se encuentra ubicado en las coordenadas 37°55′32″N 84°51′48″O / 37.92556, -84.86333. Según la Oficina del Censo de los Estados Unidos, tiene una superficie total de 4.78 km², de la cual 4.77 km² corresponden a tierra firme y (0.38%) 0.02 km² es agua.

## Demografía
Según el censo de 2010,había 420 personas residiendo en Salvisa. La densidad de población era de 87,8 hab./km². De los 420 habitantes, estaba compuesto por 99.52% blancos, 0.24% asiáticos y el 0.24% pertenecían a dos o más razas. Del total de la población el 0.24% eran hispanos o latinos de cualquier raza.
Para el censo de 2020, la población descendió a 410 habitantes, siendo 392 blancos, 1 nativo, 4 hispanos o latinos, 1 isleño del Pacífico, 1 de otra raza y 2 de dos razas o más. La tasa de empleo era del 59,6% y el ingreso medio familiar era de US$67,167.